# Człowiek z Säffle
Człowiek z Säffle (szw. Den vedervärdige mannen från Säffle) – powieść kryminalna z 1971 autorstwa szwedzkiego duetu pisarskiego Sjöwall i Wahlöö.
Powieść należy do najbardziej poczytnych dzieł Sjöwall i Wahlöö. Do 1976 została przetłumaczona na dziesięć języków. Pierwsze polskie wydanie książki ukazało się w 1976 w Wydawnictwie Poznańskim w tłumaczeniu Marii Olszańskiej i z okładką projektu Józefa Petruka. W 2011 wydawnictwo Amber wydało powieść pod tytułem Twardziel z Säffle. 
Utwór został osadzony w realiach Szwecji lat sześćdziesiątych XX wieku, ukazując w sposób krytyczny obraz i przemiany w ówczesnej szwedzkiej policji. Główny bohater, Martin Beck, rozmyśla m.in. o poprawie jakości działania funkcjonariuszy w latach pięćdziesiątych, a potem o gwałtownym rozkładzie: Pierwsza połowa lat sześćdziesiątych to był okres sprzyjający w historii sztokholmskiej policji [...] Wszystko zdawało się rozwijać i zmieniać ku lepszemu, rozsądek był na drodze do zwycięstwa nad skostnieniem i kumoterstwem, baza rekrutacji została rozszerzona, nawet stosunek do społeczeństwa uległ zmianie. Lecz upaństwowienie w roku 1965 przerwało pozytywny układ. Od tego czasu wszelkie nadzieje zawiodły, a dobre zasady odłożono ad acta. 
Treścią powieści jest dochodzenie w sprawie komisarza Stiga Nymana (ur. 1911 w Säffle), starego, znanego z brutalności policjanta, który został zabity nożem w szpitalnym łóżku. Śledczy z komisarzem Beckiem szukają osób, które miały powód do zemsty na Nymanie.
W 1976 na podstawie powieści nakręcono szwedzki thriller kryminalny zatytułowany Człowiek na dachu w reżyserii Bo Widerberga. Martina Becka zagrał weń Carl-Gustaf Lindstedt.